# Речицьке староство
Речицьке староство (пол. Starostwo Rzeczyckie, біл. Рэчыцкае староства) — адміністративна одиниця у складі Речицького повіту Мінського воєводства Великого князівства Литовського провінції Речі Посполитої. Центром Речицького староства було містечко Речиця.

## Історія
- У 1565–1566 рр. — згідно адміністративної реформи Речицька воласть увійшла до складу Речицького повіту як Речицьке староство[1][2].
- У 1569 р. — включене в «столові» маєтки, дохід з яких йшов на забезпечення великого князя і його двору[3].
- У 1593 р. — річицький староста М. Буйвид заклав три села з фільварками власним коштом[4]
- У 1596 р. — захоплено козацьким загоном Северина Наливайко[5].
- У 1648–1651 рр. — декілька разів займають козацькі загони від Богдана Хмельницького, котрі зруйнували річицький замок. У 1650 р. — захоплене козацькими загонами полковника Мартина Небаби[5].
- У 1654–1667 рр. — розруха, бунт і війна через вторгнення козаків під командуванням Золотаренко І. Н. і його брата Золотаренко В. Н.[6].
- 15 липня 1734 р. — староство у владі князів Радзивіллів на підставі «привілею» Сигізмунда III Вази[7].
- У 1793 р. у наслідку третього поділу Речі Посполитої староство приєднано до Російської імперії[7].

## Адміністративний поділ
Великий державний маєток у ВКЛ у XV–XVIII ст.. Центр — м. Речиця. Спочатку входила до складу Чернігівського князівства, включала в собі містечка Стрешин, Горваль, Дамисьлін та інші, які великі князі ВКЛ роздали духовним і світським феодалам.
Відповідно Інвентаря 1738 р. у цьому старостві було (складова Люстрації 1738 р. у повіті Речицькому):
- м. Речиця, селище зване як «вєсь» (пол. wieś) Бронне, що належало до міста;
- войтовство Лісєнове: в. Лішбі, в. Бабшче, в. Кринкі;
- войтовство Короватицьке: в. Короватиче, в. Кобилов, в. Пубєнікі;
- войтовство Васілєвіче: в. Васілєвіче, в. Кришиніче;
- войтовство Ставонське: в. Ставон, в. Осташковіче, в. Стоковіче, в. Муслати[8].

## Старостиінамісники
Староство — це державний маєток, який давав великий князь або король на тимчасове користування феодалам як натуральну пенсію за службу.
Посади Річицьких старост у XVI–XVIII ст. займали представники відомих і впливових родів князівства.
- У 1418 р. — річицький намісник, боярин Квач[1].
- У 1511 р. — річицький намісник М. Халецький[3]
- У 1522–1527 рр. — річицький намісник Сенько Полозович, у 1529 р. він державець річицький[9]
- У 1532–1545 рр. — річицький намісник, князь Олександр Вишневецький[3]
- У 1555–1563 рр. — річицький державця, намісник і староста Оникій (Іоанникій) Горностай[3][10]
- Ф. Сангушко
- Від 20 березня 1568 до 1571 рр. — князь Роман Федорович Сангушко[11][3]
- У 1570–1573 рр. — Миколай Павлович Сапєга
- У 1576 р. — Остафій Богданович Волович[3]
- У 1593 р. — староста М. Буйвид[4]
- До 1597 р. — князь Ярош Іванович Жижемський[12]
- До 1618 р. — князь Петро Ярошевич Жижемський[13][14] (син Яроша Івановича Жижемського)[15]
- З 1626 р. — Е. А. Слушка[3]
- З 1639 р. — Богуслав Єжи (Юрій) Слушка[3][16]
- У 1658–1672 рр. — Сигізмунд Адам Слушка
- До 1686 р. — Домінік Міхал Слушка
- До 1713 р. — сини Домініка Міхала Слушкі Ю. Слушка (у 1672–1688 рр.) та Д. Слушка[3]
- До 1737 р. — Клановський, Пакоша, К. Халецький[3]
- Юзеф (Йосип) Богуслав Слушка[17]
- Олександр Слушка
- Альбрехт Радзивілл
- Петро Юдицький[18]
- З 1773 р. — Юзеф Юдицький